# 细苞藁本
细苞藁本（学名：Ligusticum capillaceum）是伞形科藁本属的植物，是中国的特有植物。分布在中国大陆的云南等地，生长于海拔4,000米的地区，常生长在草地及疏林中，目前尚未由人工引种栽培。